# NGC 1924
NGC 1924 (другие обозначения — MCG -1-14-11, NPM1G -05.0244, IRAS05255-0521, PGC 17319) — спиральная галактика в созвездии Ориона. Открыта Уильямом Гершелем в 1785 году. Возможно, в галактике наблюдались гравитационные волны. В галактике наблюдается перемычка, наличие которой, предположительно, подавляет звездообразование в некоторых областях галактики.
Этот объект входит в число перечисленных в оригинальной редакции «Нового общего каталога».